# Adelantando
Adelantando – szósty album studyjny zespołu Jarabe de Palo (siódmy, wliczając album kompilacyjny Grandes éxitos), nagrany między 2 stycznia a 17 lutego 2007 roku w Madrycie, wydany 22 maja tego samego roku przez wytwórnię WEA Latina / WEA International.

## Lista utworów
Źródło:
| Nr  | Tytuł utworu                                             | Długość |
| --- | -------------------------------------------------------- | ------- |
| 1.  | „Adelantando” (feat. La Shica)                           | 3:37    |
| 2.  | „Olé”                                                    | 3:44    |
| 3.  | „No escondas tu corazón”                                 | 3:48    |
| 4.  | „Avisa a tu madre” (feat. Carlos Tarque)                 | 3:13    |
| 5.  | „Me gusta como eres”                                     | 3:46    |
| 6.  | „Blablabla”                                              | 3:36    |
| 7.  | „Déjame vivir” (feat. Mari z Chambao)                    | 3:39    |
| 8.  | „Voy a llevármela leve”                                  | 3:39    |
| 9.  | „No te duermas (Que no hemos acabado)”                   | 3:26    |
| 10. | „Estamos prohibidos”                                     | 3:16    |
| 11. | „A tu lado”                                              | 3:42    |
| 12. | „Me gusta como eres” (wersja włoska, feat. Niccolò Fabi) | 10:33   |
|     |                                                          | 49:59   |